# نيكلاس لندن جاكوبسن
نيكلاس لندن جاكوبسن (بالدنماركية: Niklas Landin Jacobsen) مواليد 19 ديسمبر 1988، هو لاعب كرة يد دانمركي يلعب كحارس مرمى. يلعب حاليا مع نادي كيل لكرة اليد ويحمل الرقم 1. مثل منتخب الدنمارك لكرة اليد. شارك في دورة الألعاب الأولمبية الصيفية سنة 2012.

## سجل المنافسة
شارك في البطولات التالية:
- بطولة العالم لكرة اليد للرجال 2015
- بطولة أوروبا لكرة اليد للرجال 2012
- بطولة أوروبا لكرة اليد للرجال 2014
- بطولة أوروبا لكرة اليد للرجال 2016
- الألعاب الأولمبية الصيفية 2012
- الألعاب الأولمبية الصيفية 2016

## الإنجازات
- كأس أوروبا لكرة اليد:
  -  ذهبية: كأس أوروبا لكرة اليد 2012–13
- الدوري الألماني لكرة اليد
  -  فضية: 2
  -  برونزية:1
- الدوري الدنماركي لكرة اليد:
  -  ذهبية: 2007
  -  فضية: 2011، 2012
  -  برونزية: 2010

## روابط خارجية
- نيكلاس لندن جاكوبسن على موقع الاتحاد الدولي لكرة اليد (الإنجليزية)
- نيكلاس لندن جاكوبسن على موقع الاتحاد الأوروبي لكرة اليد (الإنجليزية)
- نيكلاس لندن جاكوبسن على موقع نادي كيل لكرة اليد (الألمانية)
- نيكلاس لندن جاكوبسن على موقع أوليمبيديا (الإنجليزية)